# Doi într-o barcă I și II
Doi într-o barcă I și II este un film românesc din 1981 regizat de Matty Aslan.